# شعب الثعل (يافع)

تعديل مصدري - تعديل

شعب الثعـل هي إحدى قرى عزلة لبعوس بمديرية يافع التابعة لمحافظة لحج، بلغ تعداد سكانها 82 نسمة حسب تعداد اليمن لعام 2004.